# Ớt Naga Viper
Ớt Naga Viper là một trong những ớt cay nhất từng đo được. Theo Sách kỷ lục Guinness, một năm ngắn ngủi là "Ớt cay nhất thế giới" trong năm 2011 với thang 1.382.118 độ Scoville (SHU), một con số vượt trội so với Chili Infinity. Năm 2012, nó đã được vượt qua bởi Ớt bò cạp Trinidad Moruga và năm 2013 Carolina Reaper về kỷ lục ớt cay nhất.